# Jozef Pročko
Jozef Pročko (* 13. března 1965 Halič) je slovenský komik, bavič, herec, moderátor, režisér a současný poslanec NR SR.

## Životopis
Na základní škole v Haliči (1972–1979) vynikal ve sportu, ale i v herectví. V letech 1980–1984 absolvoval gymnázium v Lučenci, působil rovněž v atletickém klubu Lučenec. Po skončení gymnázia nastoupil na FTVŠ v Bratislave (1984–1989), kde už během studia absolvoval vystoupení na divadelní soutěži Improliga, kterou šestkrát vyhrál.
Po skončení vysoké školy a ročním absolvování základní vojenské služby v Tachově, ho přijali na VŠMU obor herectví (1991–1994). Po jejím ukončení nastoupil do Trnavského divadla.
V 90. letech účinkoval v televizi VTV, pak v STV, TV Markíza, TV JOJ. Od 1996 je na volné noze. Účinkoval i na Nové scéně a od roku 1998 zejména v divadle WEST. Je pětinásobný držitel ocenění TOM a čtyřnásobný držitel ocenění OTO.
Od roku 2002 je ředitelem neziskové organizace Jožo Pročko Deťom n.o., která připravuje a organizuje akce charitativního charakteru po celém Slovensku.
V roce 2003 vybudoval v Haliči v okrese Lučenec kulturně-společenské centrum Zbrojnice s restaurací, pizzerií, divadýlkem a ubytováním. Tento komplex poskytuje služby pro jakoukoli společenskou akci. V rodné vesnici Halič vybudoval historické muzeum a je neúnavným propagátorem národních kulturních památek v Haliči.
Momentálně účinkuje v divadelních představeních a moderuje.

### Konflikty v Národní radě
V rámci svého působení v Národní radě Slovenské republiky se opakovaně dostává do konfliktů s různými poslanci (typicky s poslanci SNS) a v budově Národní rady často vykřikuje. V červnu 2020 uvedl poslanec strany SMER-SD Ľuboš Blaha, že jej Pročko fyzicky napadl a škrtil. V září 2023 naopak Pročka v Lučenci hodem vajíčkem napadl občan.